# 勒爾巴赫河 (維爾姆河支流)
47°57′13″N 11°16′00″E / 47.95369°N 11.26670°E

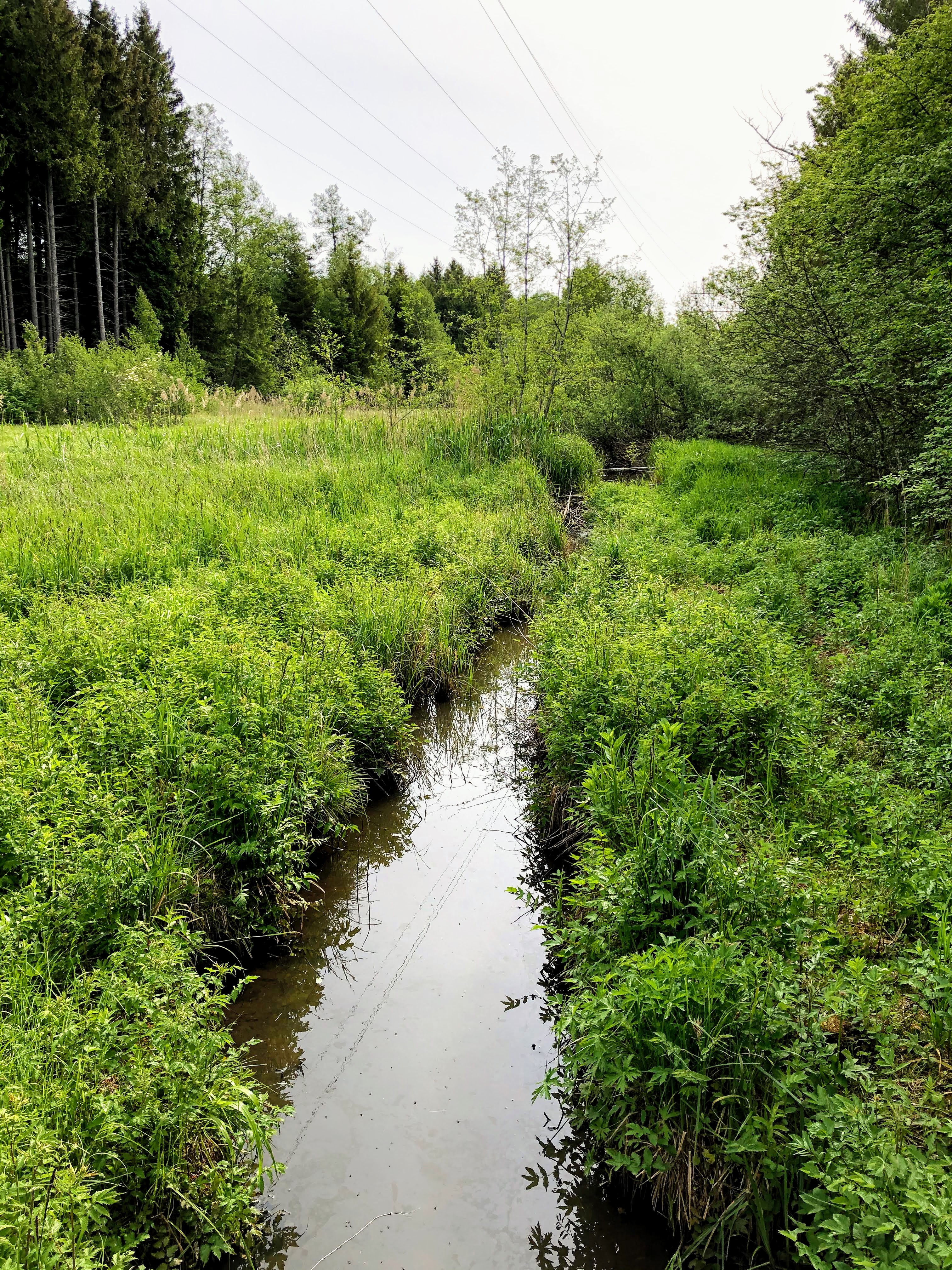

勒爾巴赫河是德國的河流，位於該國東南部，由巴伐利亞負責管轄，屬於維爾姆河的右支流，河道全長2.2公里，流經施塔恩貝格附近。